# Тимошкіна-Шерстюк Наталія Леонідівна
Наталія Леонідівна Тимошкіна-Шерстюк (до шлюбу Шерстюк; нар. 25 травня 1952, село Лизник, Житомирська область) — українська гандболістка, воротарка, олімпійська чемпіонка монреальської і московської Олімпіад у складі збірної СРСР з гандболу. Срібна призерка чемпіонатів світу 1975 і 1978 та бронзова — 1972; семиразова володарка Кубка європейських чемпіонів у складі «Спартака».